# Naturschutzgebiet Kulturlandschaftskomplex Rehsiepen
Das Naturschutzgebiet Kulturlandschaftskomplex Rehsiepen mit einer Größe von 9 ha liegt nordöstlich und südöstlich von Rehsiepen im Stadtgebiet von Schmallenberg. Das Gebiet wurde 2008 mit dem Landschaftsplan Schmallenberg Südost durch den Hochsauerlandkreis als Naturschutzgebiet (NSG) ausgewiesen. 
Das Naturschutzgebiet besteht aus einer nördlichen (Lage) und einer südlichen Teilfläche (Lage), welche durch das Sorpetal voneinander getrennt werden. Die südliche Teilfläche liegt im größeren FFH-Gebiet DE-4716-301 Hunau, Oberes Negertal, Renautal und Steinberg, wodurch sie zum europäischen Schutzgebietsnetz Natura 2000 gehört.

## Gebietsbeschreibung
Beim NSG handelt es sich um zwei Grünlandbereiche in Tal- und Hanglage. Im Grünland kommen Mager-, Nass- und Feuchtgrünland vor. Es gibt Quellsümpfe mit Wollgras und Orchideen. Im NSG kommen seltene Tier- und Pflanzenarten vor.

## Pflanzenarten im NSG
Im NSG kommen seltene Pflanzenarten vor. Auswahl vom Landesamt für Natur, Umwelt und Verbraucherschutz Nordrhein-Westfalen dokumentierter Pflanzenarten: Bach-Nelkenwurz, Bachbunge, Berg-Platterbse, Bitteres Schaumkraut, Blutwurz, Braun-Segge, Echter Baldrian, Echtes Eisenkraut, Echtes Mädesüß, Echtes Springkraut, Geflecktes Johanniskraut, Geflecktes Knabenkraut, Gegenblättriges Milzkraut, Gelbe Schwertlilie, Gewöhnliche Kreuzblume, Gewöhnlicher Wasserhahnenfuß, Gras-Sternmiere, Großer Wiesenknopf, Hain-Sternmiere, Hasenpfoten-Segge, Herbstzeitlose, Kleine Bibernelle, Kleine Braunelle, Kleiner Baldrian, Kleiner Sauerampfer, Kuckucks-Lichtnelke, Magerwiesen-Margerite, Scharfer Hahnenfuß, Schlangen-Knöterich, Schmalblättriges Wollgras, Schnabel-Segge, Spitzblütige Binse, Spitzlappiger Frauenmantel, Stern-Segge, Sumpf-Dotterblume, Sumpf-Pippau, Sumpf-Vergissmeinnicht, Sumpf-Weidenröschen, Teich-Schachtelhalm, Wald-Ehrenpreis, Wiesen-Flockenblume und Wolliges Honiggras.

## Schutzzweck
Das NSG soll die Grünlandgebiete mit Arteninventar schützen.
Wie bei allen Naturschutzgebieten in Deutschland wurde in der Schutzausweisung darauf hingewiesen, dass das Gebiet „wegen der Seltenheit, besonderen Eigenart und Schönheit des Gebietes“ zum Naturschutzgebiet wurde.